# Giovanni Ferri
Giovanni Ferri de Saint-Constant, né le 31 octobre 1755 à Fano, dans les États pontificaux, de nos jours dans la région des Marches, et mort le 15 juillet 1830, est un écrivain italien de la fin du XVIIIe et du début du XIXe siècle.

## Biographie
Fils aîné du comte Christophe Ferri et de Marie-Thérèse Martinelli, Giovanni Ferri étudie d'abord dans une congrégation religieuse. Son oncle - Mgr Louis Ferri, évêque de Fano - le voit venir avec lui en France pour étudier à Aix et à Paris où il s'installe. Il est l'auteur de Mélanges littéraires et philosophiques parus en 1775 et d'un Génie de Buffon édité en 1778. En 1777, il retourne pour la première fois en Italie, à Fano puis à Rome, où il fait la connaissance de V. Monti qui l'introduit dans le monde culturel italien. De retour à Paris fin 1779, il y publie en 1780 Portraits, caractères et mœurs du XVIIIe siècle. 
Il part en 1785 pour la Hollande comme secrétaire de l'ambassadeur français le marquis Charles Olivier de Saint-Georges de Verac, époux de Marie Charlotte Joséphine Sabine née princesse de Croy. Il fait là-bas la connaissance de Mazzei qui correspond avec Thomas Jefferson. A son retour, il obtient d'être le correspondant à Paris de la Gazette de Leyde. Retourné à Paris en 1786, il devient en 1788 le précepteur du fils du marquis Spinola, ministre de Gênes à la Cour de France. Ses Considérations sur les Provinces-Unies paraissent en 1788. Son ouvrage De l'éloquence des auteurs anciens et modernes parait en 1789, année où il épouse à Paris le 7 mai à St Hyppolite Marie Mathilde Octavie Salvattico. Les progrès de la Révolution le font se réfugier en Angleterre de 1793 à 1796, où il devient correspondant du Morning Post. Londres et les Anglais paraît en 1804. Il retourne ensuite à Gênes où il reste jusqu'en 1799 et y fait la connaissance du baron Johann Claes Lagersvärd (sv) (1756 - 1836) ministre résident du roi de Suède Gustave IV Adolphe à Florence de 1805 à 1807, puis de 1815 à sa mort). Il devient en 1807 proviseur du lycée d'Angers, recteur de l'Académie d'Angers. 
L'Empire l'envoie à Rome en 1811, pour y organiser l'instruction publique et réorganiser l'université. Jean Tulard écrit : « il ne déçut pas les espérances que l'Empereur et les inspecteurs généraux avaient placé en lui ....ce personnage s'appliqua tant et si bien à sa tâche que dans un laps de temps très court, trois ans au plus, l'Université de Rome sous son impulsion offrit l'exemple d'une des plus prestigieuses réussites de cette expérience napoléonienne » (Dictionnaire de l'Empire[réf. incomplète])
En 1814, il se retire de la vie publique après la chute de Napoléon  et revient à Fano, sa patrie, où il emploie ses loisirs aux études et compositions littéraires. En 1824 parait le Spettatore italiano, revue des publications nouvelles dédiée à sa femme.
C'est l'oncle de Carlo Ferri (1791-1851) autre évêque de Fano.

## Œuvres
- De l'éloquence des orateurs anciens et modernes, Paris, 1789 ;
- Les Rudiments de la traduction, 1808 et 1811.